# Compianto di Cristo (Angelico)
Il Compianto di Cristo è uno degli affreschi di Beato Angelico che decorano il convento di San Marco a Firenze. Misura 192x166,50 cm e si tratta di un'opera dipinta con aiuti, in particolare il cosiddetto maestro della cella 2, risalente al 1440-1441 circa.

## Storia
L'Angelico si dedicò alla decorazione di San Marco su incarico di Cosimo de' Medici, tra il 1438 e il 1445, anno della sua partenza per Roma, per poi tornarvi negli anni 1450, quando completò alcuni affreschi e si dedicò alla statura di codici miniati per il convento stesso.
Molto si è scritto circa l'autografia dell'Angelico per un complesso di decorazioni di così ampia portata, realizzato in tempi relativamente brevi. Gli affreschi del piano terra vengono concordemente attribuiti all'Angelico, mentre più incerta e discussa è l'attribuzione dei quarantatré affreschi delle celle e dei tre dei corridoio del primo piano. Se i contemporanei come Giuliano Lapaccini attribuiscono tutti gli affreschi all'Angelico, oggi, per un mero calcolo pratico del tempo necessario a un individuo per portare a termine un'opera del genere e per studi stilistici che evidenziano tre o quattro mani diverse, si tende a attribuire all'Angelico l'intera sovrintendenza della decorazione ma l'autografia di solo un ristretto numero di affreschi, mentre i restanti si pensa che vennero dipinti su suo cartone o nel suo stile da allievi, tra cui Benozzo Gozzoli.
Il Compianto di Cristo si trova nella cella 2 del corridoio Est, lato esterno, nella fila di celle da cui si ritiene che sia iniziata la decorazione, e fa parte di quelle opere dipinte non direttamente dall'Angelico ma sotto la sua stretta sorveglianza e con piccoli interventi diretti.

## Descrizione e stile
Il Compianto è composto con le figure disposte a cerchio attorno al corpo morto di Gesù, con le tre pie donne, san Giovanni Evangelista e, in piedi a sinistra, san Domenico, che partecipa misticamente alla scena fornendo un esempio diretto per la meditazione dei frati. Sullo sfondo si vede la grotta col sarcofago già pronto, oltre ad alcuni alberi, dipinti con realismo, e un cielo scuro. In basso le rocce disegnano un arco che contribuisce a focalizzare l'attenzione sul centro della composizione.
Nel Compianto l'Angelico fornì probabilmente il cartone ed intervenne direttamente sulle figure di Maria, del Cristo e della Maddalena (Pope-Hennessy, confermato da Salmi e Baldini). Secondo Berti e Bonsanti invece sarebbe interamente autografa.
L'opera spicca per la cromia tenue e delicata, accordata su tonalità diverse ma armoniche nel complesso. La luce, tramite un chiaroscuro efficace, dà un forte rilievo plastico ai personaggi, che testimonia l'assimilazione dei principi scoperti da Masaccio. La collocazione spaziale, sebbene non eccessivamente profonda, per non creare una fonte di distrazione, è ben calibrata e composta con più punti di fuga, riuscendo a trasmettere la diversa posizione dei personaggi con efficacia.